# Aeroportul Fort Stockton-Pecos County
Aeroportul Fort Stockton-Pecos County (IATA: FST, ICAO: KFST, FAA LID: FST) este un aeroport din Texas, Statele Unite ale Americii. Aeroportul a fost tranzitat în 2019 de 32 de pasageri.
Situat la o altitudine de 918 m, aeroportul dispune de 3 piste.

## Infrastructură

### Piste
Aeroportul dispune de 3 piste: 
- pista 03/21 din asfalt, cu dimensiunile 4.400 picioare × 60 picioare
- pista 11/29 din Iarbă, cu dimensiunile 3.348 picioare × 100 picioare
- pista 12/30 din asfalt, cu dimensiunile 7.508 picioare × 100 picioare